# Damien Cuvillier
Pour les articles homonymes, voir Cuvillier.
Damien Cuvillier est un auteur de bande dessinée français né en 1987 à Montdidier (Somme).

## Biographie
Damien Cuvillier naît en 1987 à Montdidier, dans la Somme. 
Il réalise très tôt des illustrations pour des événements culturels ou des compagnie de théâtre . 
En 2006, il reçoit le Prix Régional au festival de la bande dessinée d’Amiens. 
En 2010 sortent ses deux premières publications : Les Sauveteurs en mer (Vents d'Ouest) sur un scénario de Gérard Cousseau et La guerre secrète de l'espace ( Delcourt ) avec Régis Hautière au scénario 
En 2014, il reçoit le prix Coup de cœur au festival Quai des Bulles à Saint-Malo.
Associé avec le journaliste de France Inter Benoît Collombat, il réalise une enquête  en bande dessinée intitulé Le Choix du chômage : de Pompidou à Macron, enquête sur les racines de la violence économique (Futuropolis), préfacé par Ken Loach. L'ouvrage, remarqué par les médias,, est publié en mars 2021.
En 2023 il publie le premier volume d'une série intitulé Voleur de feu ( Futuropolis) consacré à la vie du poète Arthur Rimbaud .

## Publications
Sauf indication contraire, Damien Cuvillier est le dessinateur des ouvrages suivants :

### Roman graphique
- Aïcha K., avec Jean-François Chanson (scénario), Les éditions Alberti, 2013 ;
- Le Choix du chômage - De Pompidou à Macron, enquête sur les racines de la violence économique, avec Benoît Collombat (scénario), préface de Ken Loach, Futuropolis, 2021[6],[7],[8] ;
- Eldorado  avec Hélène Ferrarini (scénario), Futuropolis, 2018[9] ;
- Mary Jane, avec Frank Le Gall (scénario), Futuropolis, 2020[10],[11],[12] ;
- Notre Mère la Guerre, avec Kris (scénario), avec Maël, Édith Grattery, Jeff Pourquié, Hardoc, Vincent Bailly et Damien Cuvillier (dessin), Futuropolis ;

HS1. Chroniques, 	2014 , ;
- Nuit noire sur Brest, avec Kris et Bertrand Galic (scénario), Futuropolis, 2016[15],[16] ;
- Les Sauveteurs en mer, avec Gérard Cousseau (scénario), Vents d'Ouest, 2010[4] ;
- Voleur de feu : une vie d'Arthur Rimbaud, Futuropolis, 2023.

### Séries
- La Guerre des Lulus,  avec Régis Hautière (scénario), Damien Cuvilier (story-board et dessin), David François (couleur), Casterman ;
  - 1. 1916 - La Perspective Luigi 1/2, 2018[17]
  - 2. 1917 - La Perspective Luigi 2/2, 2019

- La Guerre secrète de l'espace,  avec Régis Hautière (scénario), Delcourt
  - 1. 1957 - Spoutnik, 2010[18],[19],[20]
  - 2. 1961 - Gagarine, 2012

- Les Souliers rouges, avec Gérard Cousseau (scénario), Bamboo[21],
  - 1. Georges, 2014
  - 2. L'Albinos, 2015

## Distinctions
- 2014 : Prix Coup de Cœur Quai des Bulles[5]
- 2017 : Prix de la BD maritime au festival de bande dessinée de Perros-Guirec[22]  pour Nuit noire sur Brest - Septembre 1937 La guerre d'Espagne s'invite en Bretagne, avec Kris et Bertrand Galic
- 2017 : Grand prix de la BD bretonne (Penn-ar-BD)[23] avec Kris et Bertrand Galic, pour Nuit noire sur Brest - septembre 1937 La guerre d'Espagne s'invite en Bretagne avec Kris et Bertrand Galic.